# 沖之島 (長崎県)
沖之島（おきのしま）は、長崎県長崎市に属する島。周囲5.1km、面積0.94km2。「沖ノ島」とも表記される。伊王島に隣接しており、地元では隣接する沖之島と合わせて伊王島と称している（伊王島については伊王島参照）。

## 概要
馬込と仲塩町の自治会がある（もとは馬込、仲町、塩町の3集落）。伊王島との間には伊王瀬戸があり距離は約30mである。伊王瀬戸には3本の橋が架かっており、祝橋、1951年（昭和26年）建設・1981年（昭和56年）架け替えの栄橋、1953年（昭和28年）建設・1992年（平成4年）架け替えの賑橋がある。
江戸時代には佐賀藩の支配下（深堀村）にあったが、1971年（明治4年）の廃藩置県で長崎県に属し、1889年（明治22年）の町村制施行で伊王島村となった。その後、市町村合併により、1962年（昭和37年）5月に町制を施行して伊王島町となり、2005年（平成17年）1月4日に長崎市に編入合併され、編入後、伊王島が伊王島町1丁目、沖之島が伊王島町2丁目となった。
沖之島には沖之島天主堂（馬込教会）が建ち、同島のランドマークとなっている。江戸時代には禁教令下の弾圧から逃れた多くのキリシタンが潜伏していたが、明治になってキリスト教が認められるようになると、1890年（明治23年）にゴシック様式の教会堂が建てられた。現在の天主堂は1931年（昭和6年）に建て替えられたもので、国の登録有形文化財に登録されている。夜にはライトアップされ、威厳のある姿が美しく輝く。

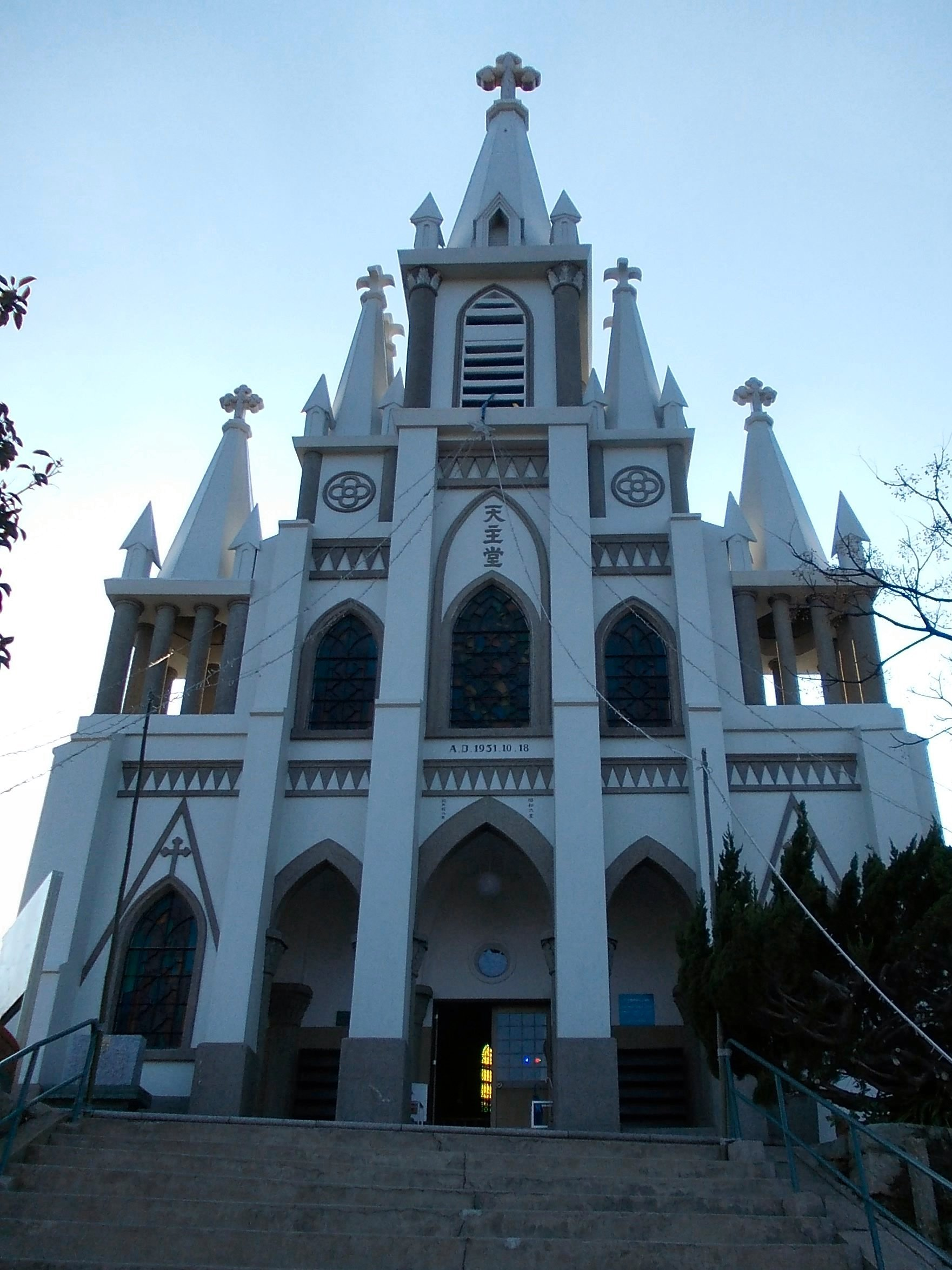
馬込教会

## 交通

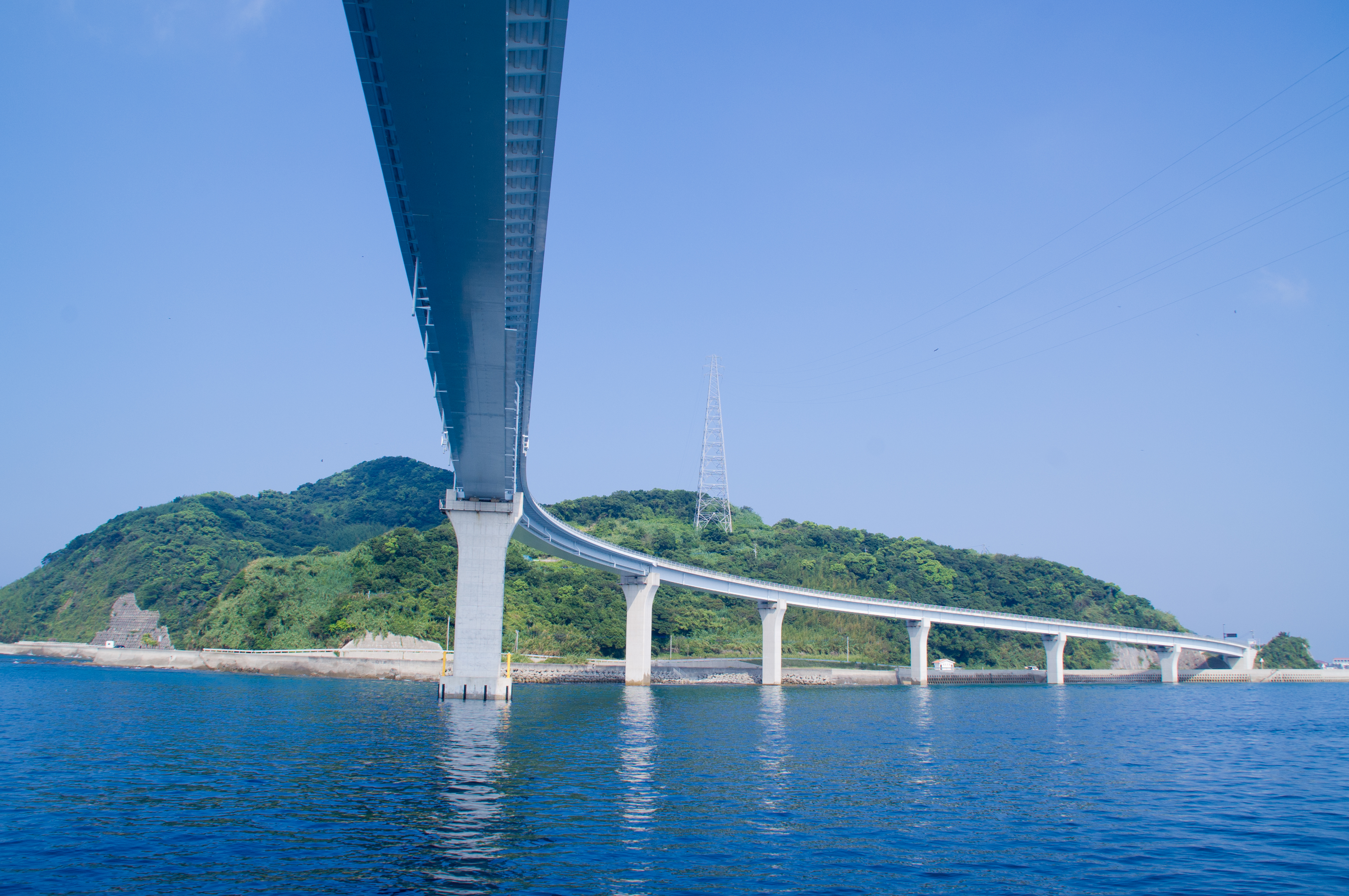
海上から見た伊王島大橋

長崎市内（長崎半島）からは伊王島大橋を渡って沖之島に至る。